# Jacotitypus empeyi
Jacotitypus empeyi är en stekelart som beskrevs av Heinrich 1967. Jacotitypus empeyi ingår i släktet Jacotitypus och familjen brokparasitsteklar. Inga underarter finns listade i Catalogue of Life.